# Dendrobium signatum
Dendrobium signatum är en orkidéart som beskrevs av Heinrich Gustav Reichenbach. Dendrobium signatum ingår i släktet Dendrobium, och familjen orkidéer. Inga underarter finns listade i Catalogue of Life.